# Banksia praemorsa

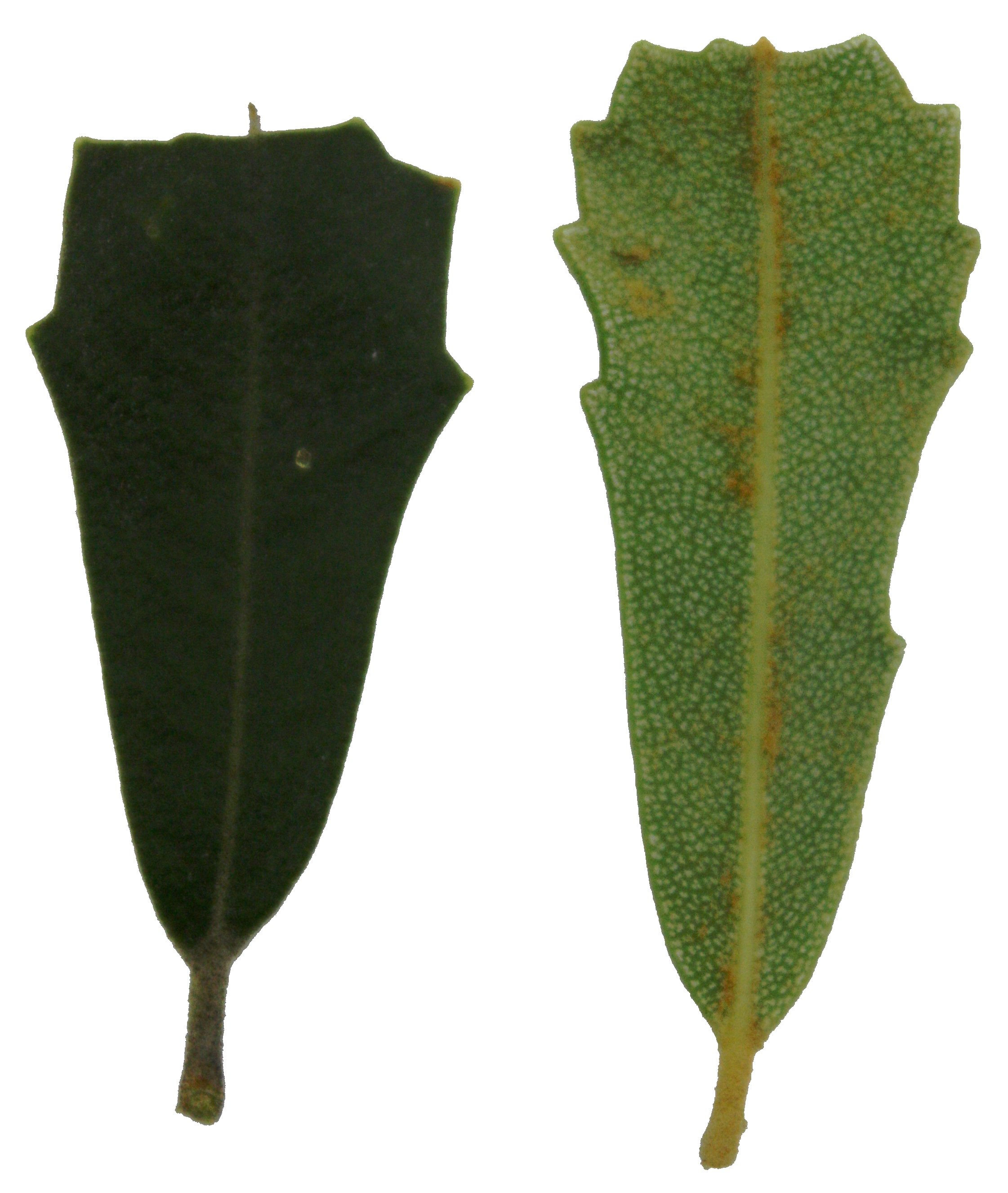
Fulles. Esquerra: Part superior. Dreta: Part inferior.

Banksia praemorsa és una espècie d'angiosperma de la família de les proteàcies (Proteaceae) endèmica d'Austràlia.
és una espècie d'arbust o arbre del gènere Banksia de la família de les Proteàcies. Es troba distribuïda per unes poques poblacions aïllades a la costa sud d'Austràlia Occidental entre Albany i Cap Riche. Creix sobre sòls sorrencs, a turons de sorra i dunes. Les llavors no requereixen cap tractament, i requereixen de 30 a 49 dies per a germinar.
És un arbust perennifoli d'uns 4 m d'alçada. Les fulles són amples, d'uns 50 mm de llarg per 15 mm d'ample amb marge serrat i amb els extrems truncats, donant lloc a ambdós noms, el nom científic i el comú en anglès "Cut-leaf Banksia" que vol dir "banksia de fulla retallada". Les flors cilíndriques en espiga són conspícues i de fins a 350 mm de llarg per 100 mm de diàmetre a la maduresa. Les flors són d'un color vermell vi, però se'n troben a vegades d'altres colors, com el groc. Apareixen a l'hivern i a la primavera. Les llavors es troben tancades en fol·licles units a un con llenyós i generalment es mantenen dins del con fins que cremen. Aquesta espècie està estretament relacionada amb Banksia media i Banksia epica.